# Lebo (Warung Asem)
Lebo is een bestuurslaag in het regentschap Batang van de provincie Midden-Java, Indonesië. Lebo telt 3462 inwoners (volkstelling 2010).